# Příliš dlouhé zásnuby
Příliš dlouhé zásnuby (ve francouzském originále Un long dimanche de fiançailles) je francouzsko-americké mysteriozně-romantické válečné filmové drama z roku 2004, které na točil režisér Jean-Pierre Jeunet s Audrey Tautou v hlavní roli. Snímek byl nominován na dvě ceny Americké akademie filmových umění a vědy Oscar v kategorii kamera a výprava.
Film pojednává o netradičně pojednaném milostném příběhu tělesně postižené dívky, která kulhá na jednu nohu, jménem Mathilda (Audrey Tautou), jež hledá svého snoubence a kamaráda z dětství Manecha (Gaspard Ulliel), který se ztratil na francouzsko-německé frontě v době první světové války. Manech patřil mezi pět nešťastníků, kteří byli odsouzení válečným soudem k trestu smrti a namísto popravy se ocitli v zemi nikoho mezi prusko-francouzskými zákopy, kde postupně zahynuli nebo byli raněni. Mathilda věří, že kdyby zde její nejmilejší padl, že by to ona sama vnitřně cítila. Proto celý děj filmu intenzivně pátrá po osudech nejen všech pěti odsouzených vojáků, ale i po osudech jejich velitelů, kamarádů a spolubojovníků, různých osudech jejich rodin (zde zejména jejich žen a partnerek) s tím, že se snaží detailně zrekonstruovat všechny tehdejší události tak, aby se jí Manecha podařilo nalézt, což se jí nakonec opravdu povede. Její milý Manech v důsledku vážného zranění žije v sanatoriu za úplné ztráty paměti pod jiným jménem.
Celý film je postaven na odsudku krutosti, bezvýchodnosti a nesmyslnosti zákopové války v kontrastu s laskavostí, láskou a něhou. Děj je vyprávěn na přeskáčku v navzájem se prolínajících časových rovinách a odehrává se na mnoha místech ve Francii.

## Obsazení
| Audrey Tautou          | Mathilde Donnay                       |
| Gaspard Ulliel         | Manech Langonnet, Mathildin snoubenec |
| Jean-Pierre Becker     | seržant Daniel Esperanza              |
| Dominique Bettenfeld   | Angel Bassignano                      |
| Clovis Cornillac       | Benoît Notre-Dame                     |
| Marion Cotillard       | Tina Lombardi                         |
| Jean-Pierre Darroussin | plukovník Benjamin "Biscotte" Gordes  |
| Julie Depardieu        | Véronique Passavant                   |
| Jean-Claude Dreyfus    | major François Lavrouye               |
| André Dussollier       | Pierre-Marie Rouvières                |
| Ticky Holgado          | Germain Pire                          |
| Tchéky Karyo           | kapitán Etienne Favourier             |
| Jérôme Kircher         | Kléber "Bastoche" Bouquet             |
| Denis Lavant           | Francis "Six-Sous" Gaignard           |
| Chantal Neuwirth       | Bénédicte, Mathildina teta            |
| Dominique Pinon        | Sylvain, Mathildin strýc              |
| Jean-Paul Rouve        | poštovní doručovatel                  |
| Michel Vuillermoz      | P'tit Louis                           |
| Albert Dupontel        | Célestin Poux                         |
| Bouli Lanners          | plukovník Urbain Chardolot            |
| Philippe Duquesne      | štábní seržant Favart                 |
| Stéphane Butet         | Julien Phillipot                      |
| François Levantal      | Gaston Thouvenel                      |
| Thierry Gibault        | poručík Benoît Etrangin               |
| Jodie Fosterová        | Élodie Gordes                         |